# Chamaecelyphus upembaensis
Chamaecelyphus upembaensis är en tvåvingeart som beskrevs av Vanschuytbroeck 1952. Chamaecelyphus upembaensis ingår i släktet Chamaecelyphus och familjen Celyphidae.
Artens utbredningsområde är Kongo. Inga underarter finns listade i Catalogue of Life.